# Église Saint-Mandé-Saint-Jean de Ferrière-Larçon
L'église Saint-Mandé-Saint-Jean est une église catholique située à Ferrière-Larçon, en France.

## Localisation
L'église est située dans le département français d'Indre-et-Loire, sur la commune de Ferrière-Larçon.

## Historique
L'édifice est classé au titre des monuments historiques en 1908.

## Description
Sculptures romanes de Denis, et de son atelier, actifs entre 1130 et 1150.
La tour carrée comporte un étage inférieur d'arcatures aveugles et un étage supérieur percé de fenêtres géminées. Elle est surmontée d'une flèche hexagonale en pierre accompagnée de clochetons octogonaux.